# Ответственный управляющий (охранное предприятие Финляндии)
Ответственный управляющий (фин. Vastaava hoitaja) в области охранной деятельности считается, согласно статье 2§(19) Закона о частных охранных услугах (фин. Laki yksityisistä turvallisuuspalveluista), сотрудник лицензиата в охранной деятельности, который несет ответственность за то, чтобы деятельность или предприятие лицензиата осуществлялось в соответствии с положениями закона.

## Назначение
Разрешение на назначение на должность ответственного управляющего выдает Главное полицейское управление Финляндии (фин. Poliisihallitus), главное полицейское управление может утвердить в качестве ответственного управляющего лицо, которое достигло 18-летнего возраста, успешно прошло обучение, соответствующее требованиям, установленным распоряжением Министерства внутренних дел Финляндии, и получило профессиональную квалификацию охранника или аналогичную специализированную профессиональную квалификацию в соответствии с Законом о профессиональном образовании. Также кандидат должен быть известен своей честностью и надежностью, а его личные качества должны подходить для выполнения обязанностей ответственного управляющего.
Если лицензиат в сфере охранной деятельности или заявитель на получение лицензии занимается исключительно охранной деятельностью, связанной с охранными системами, требующей одобрения, и в штате лицензиата или заявителя постоянно работает менее пяти человек, то в качестве ответственного управляющего может быть утверждено лицо, соответствующее требованиям, указанным в пунктах 1 и 3, которое до подачи заявления на утверждение в качестве ответственного управляющего занималось охранной деятельностью в течение не менее трех лет. Утверждение в качестве ответственного управляющего действует бессрочно, однако не дольше, чем лицо занимает данную должность.
Согласно закону о частных охранных услугах, вступившему в силу в начале 2017 года, на практике только лицо, прошедшее специализированное профессиональное обучение для охранников, может быть назначено ответственным управляющим лицензиата в сфере охранной деятельности. Это укрепляет статус специализированного профессионального экзамена для охранников как экзамена для руководителей в частной охранной отрасли.